# 新格雷特納 (新澤西州)
新格雷特納（英語：New Gretna）是位於美國新澤西州伯靈頓縣的普查規定居民點。

## 人口
根據2020年美國人口普查的數據，新格雷特納的面積為2.21平方千米，當中陸地面積為2.19平方千米，而水域面積為0.02平方千米。當地共有人口390人，而人口密度為每平方千米176.47人。